# Coccobius binotatus
Coccobius binotatus är en stekelart som beskrevs av Prinsloo 1995. Coccobius binotatus ingår i släktet Coccobius och familjen växtlussteklar. Inga underarter finns listade i Catalogue of Life.